# Esquadrão N.º 8 da RAAF
O Esquadrão N.º 8 foi um esquadrão de treino de voo da Real Força Aérea Australiana (RAAF) durante a Primeira Guerra Mundial. Durante a Segunda Guerra Mundial, desempenhou funções como esquadrão de bombardeiros médios. Formado na Inglaterra em Outubro de 1917, como parte do Australian Flying Corps, foi extinto em Abril de 1919. Re-estabelecido pela RAAF em Setembro de 1939, combateu na Guerra do Pacífico com aviões Lockheed Hudson e, mais tarde, bombardeiros Beaufort. Em Janeiro de 1946, já depois do cessar das hostilidades, o esquadrão foi extinto.